# Mercedes-Benz Travego
Mercedes-Benz Travego (заводське позначення: O 580) — серія німецьких 3-5 зіркових автобусів, що виробляється компанією Mercedes-Benz з 1999 року прийшовши на зміну моделі Mercedes-Benz O 404. Автобуси випускаються у трьох модифікаціях, також Travego (Травего) знаний за підвищений комфорт перевезення пасажирів.
Наприкінці 2006 року модель модернізували, змінивши оптику, бампера і решітку радіатора.

## Описання моделі

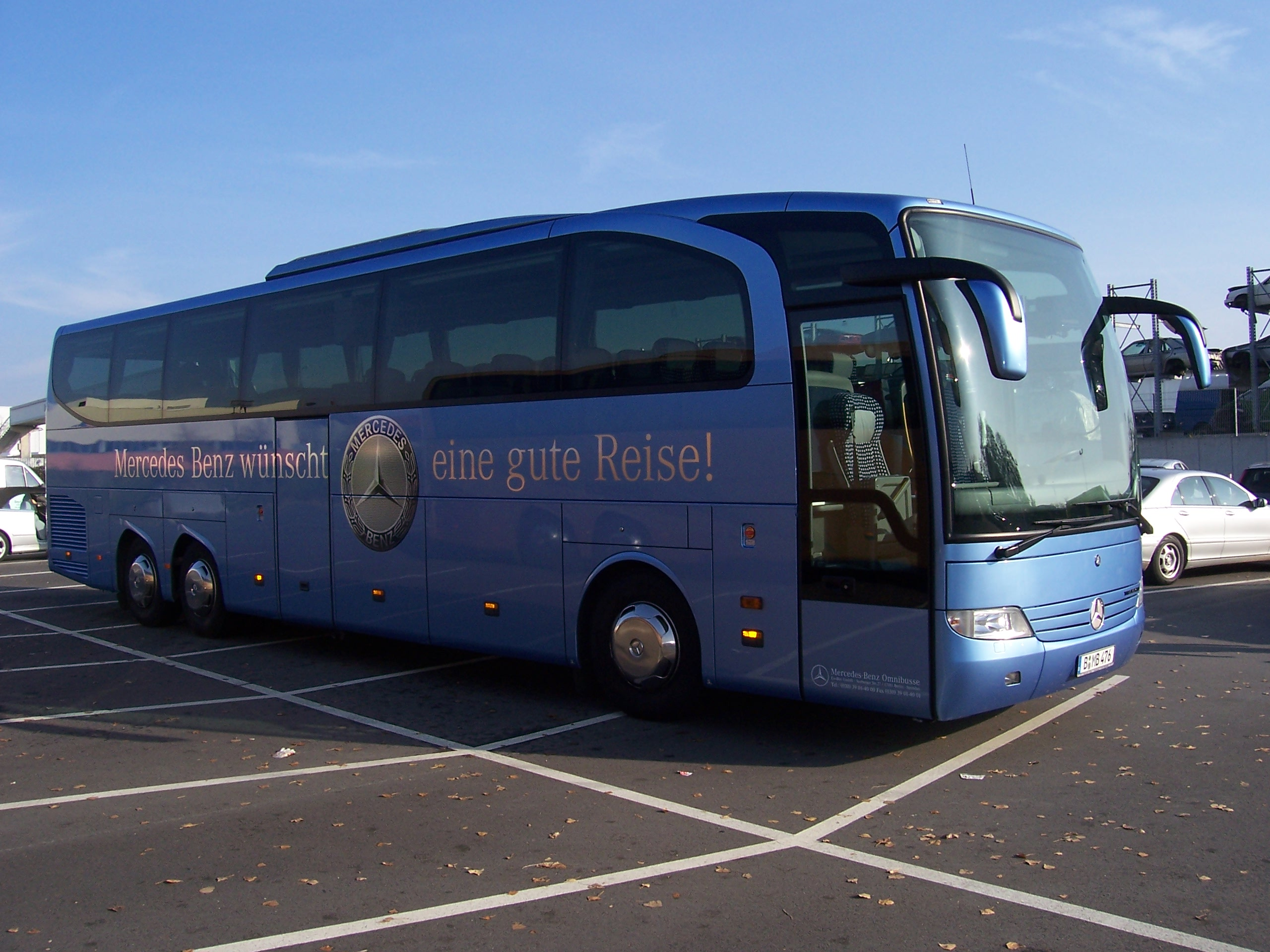
Mercedes-Benz Travego (1999-2006)

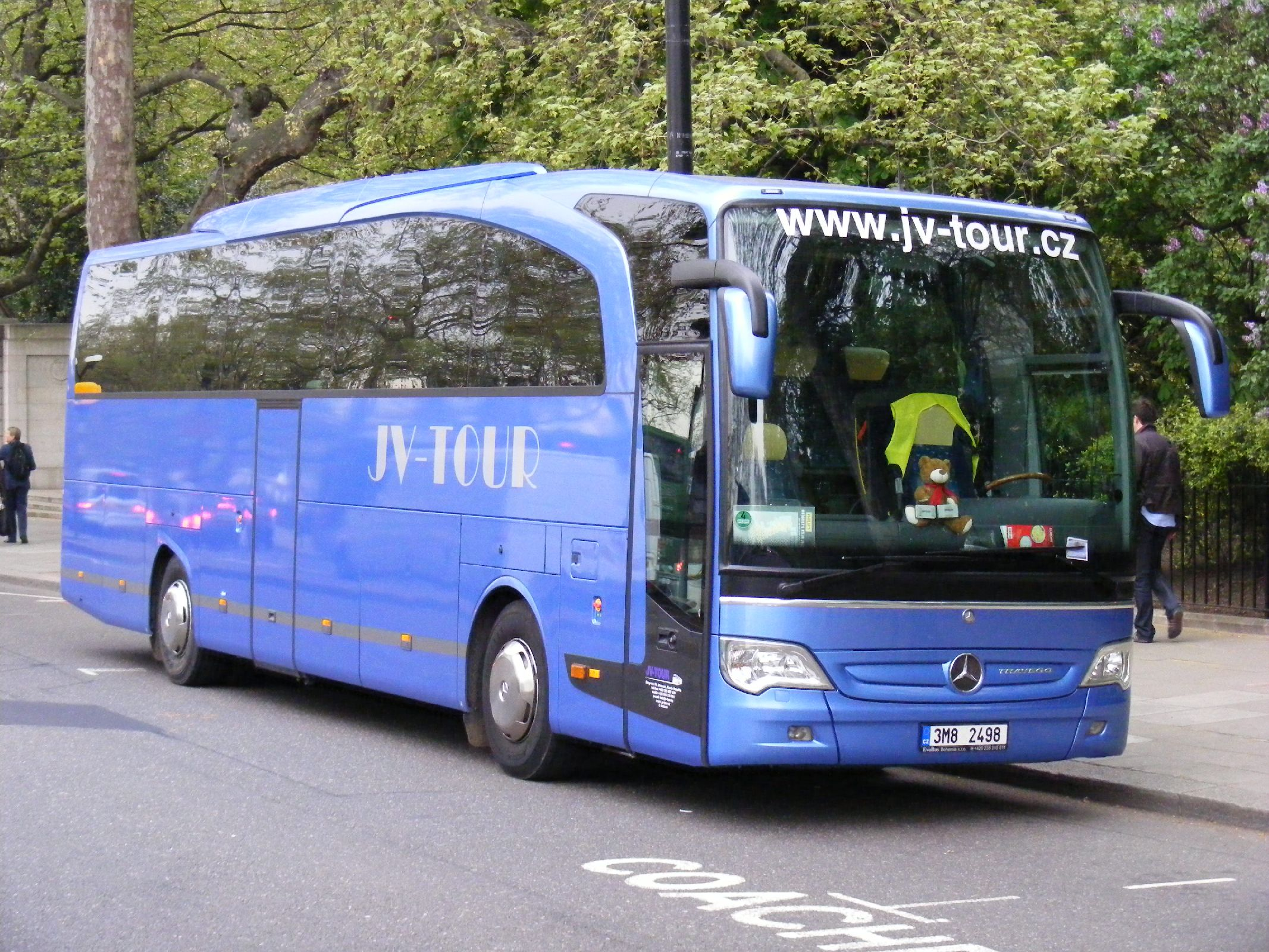
Mercedes-Benz Travego ІІ (2006-2017)

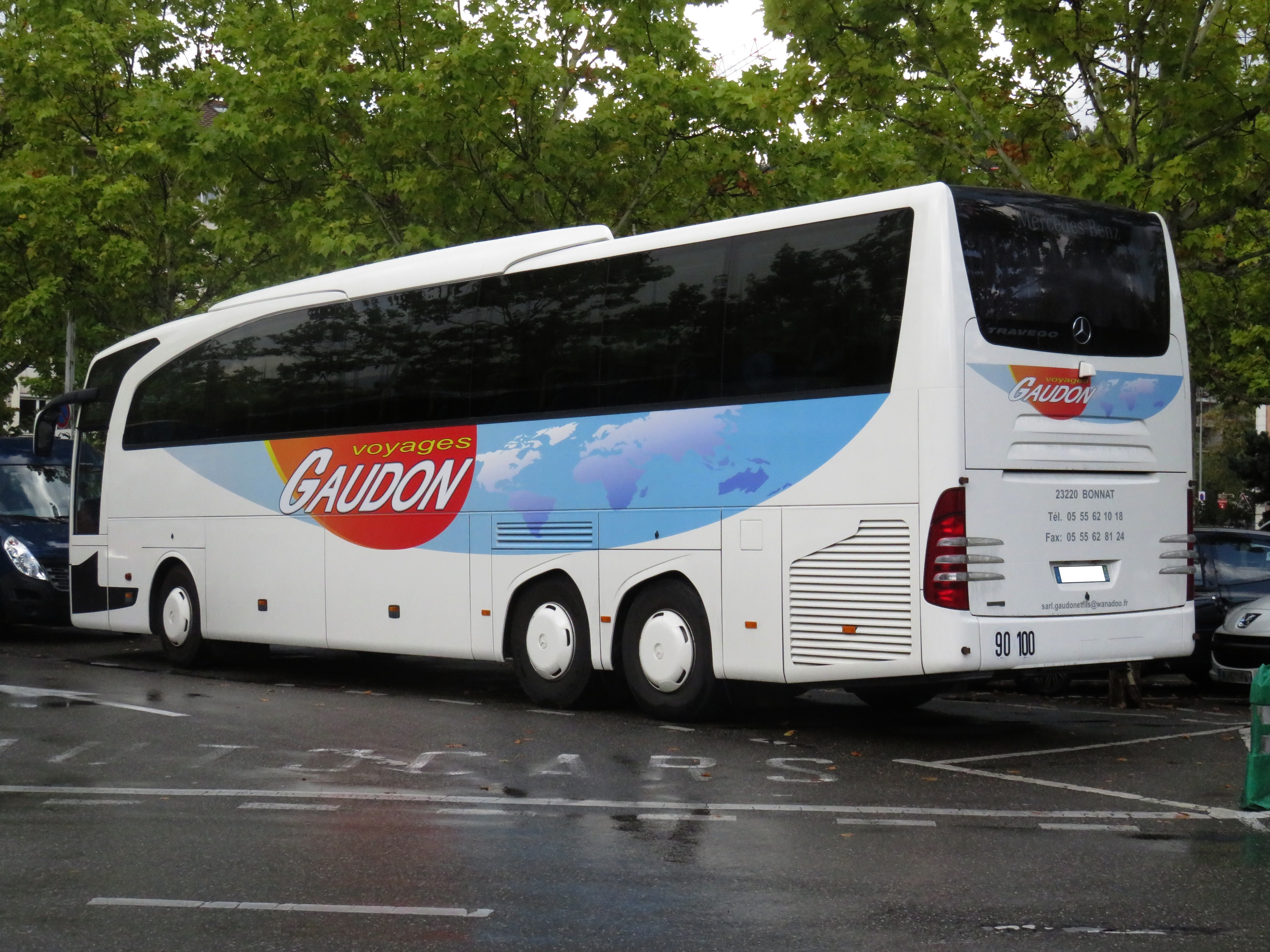
Mercedes-Benz Travego

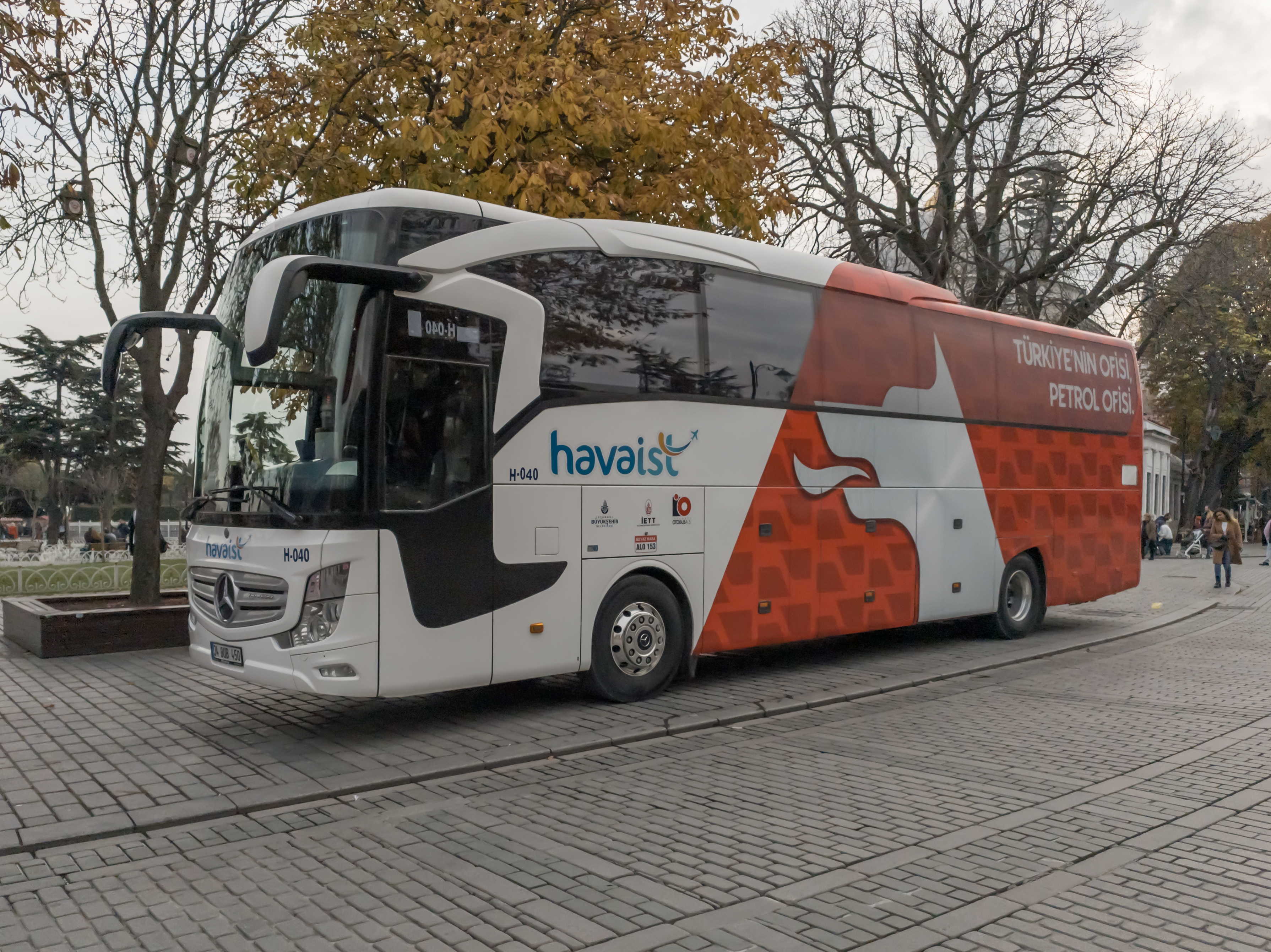
Mercedes-Benz Travego ІІІ (з 2017)

Mercedes Travego — туристичний автобус, що добре пристосований для міжміських та інтернаціональних перевезень, може бути як двох- так і тривісним залежно від модифікації або ступеню комфорту. Довжина автобуса варіюється від 12 до 14 метрів у залежності від виду Travego, ширина 2.55 метра і висота без урахування клімат-контролю на даху 3.71 метра, що робить автобус дуже високим. Передок автобуса злегка витягнутий, лобове скло натягнуте на майже усю довжину, безколірне, панорамне, склоочисники великого розміру і розташовані один-над-одним. Бокові стекла з антибліковим покриттям, великого розміру і форму «вух зайця». Обшивка автобуса складається з 2 шарів — суцільнотягненого листа оцинкованої сталі і вторинного покриття з металопластику.На передку також можливі узори, розділення, фари одинарні квадратної форми галогенні, але можуть бути  ксеноновими, що збільшує їхню здатність добре освітлювати дорогу під час будь-якої погоди, також вмонтовано протитуманні фари, на автобус встановлено велику кількість габаритних вогнів. Боковини натягнуті сталевим листом і шаром метало- або склопластику. Багажні відсіки розташовані по боках, висуваються або механічно, або дистанційно з кабіни водія, їхній об’єм варіюється від 7 до 13 м³ залежно від модифікації Travego. Підвіска незалежна пневматична, що забезпечує м’якість перевезення особливо на великій швидкості і щоб знівелювати дефекти дорожнього покриття. Двері відкриваються паралельно кузову за допомогою електропневмопривода; двері однопілкові, передні зі склінням, травмобезпечні з гумовою окантовкою. Автобус може бути 3, 4 і 5 зірковим за класом комфорту, клас комфорту позначається на довжині (2 або 3 осі) і комфортом та зручністю перевезення. Цей автобус є дуже економічним і гарантійний строк служби становить 20 років (загальний строк служби не менше 25 років з можливістю доставки нового обладнання і заміни деталей). До салону ведуть по 4 сходинки з кожного боку, травмобезпечні і оббиті ворсом. Покриття підлоги салону — ворс або лінолеум. У салоні встановлено від 40 до 57 пасажирських крісел залежно від «зірковості» і модифікації Travego. Стандартний Travego розрахований на 48-49 місць без урахування водіїв. Крісла м’які і ортопедичні, роздільного і розсувного типу, розсуваються на 15 сантиметрів окремо одне від одного і розкладаються на 130-140 градусів. Усього є 12 рядів, верхні полиці встановлені для тримання невеликих поклаж. При 5-зірковому комфорті, кількість місць зменшується до 40 (9 рядів), проте значно зростає відстань між кріслами. Також є підлокітники для кожного крісла з 3 режимами поставки.  14-метровий Travego уміщує 57 чоловік без урахування водіїв при 3-зірковому комфорті і 48 при 5-зірковому. По салону встановлено індивідуальний обдув при русі автобуса, кондиціонування з місця водія і примусовий обдув через люки, також є клімат контроль і круїз-контроль (як стандартне обладнання). Вікна автобуса за тоновані світлозеленим або чорним кольором, товщина вікон 4-6 міліметрів . Опалення від місця водія потужністю 34 кіловат на 3 режими обігріву. Для комфорту пасажирів підвіконня, коли на дворі холодно, підігріваються.  Є два LCD-телевізори від Noge, що працюють з вставленим DVD диском усередині. Місце водія відповідає ергономічним стандартам, рульове кермо з гідропідсилювачем «ZF Servocom», оббите пластиком або шкірою чи іншими матеріалами. Приладова палень містить класичний «Мерседесівський» сертифікований спідометр на 125 км/год, тахометр (максимально 2.100 обертів за хвилину), бензинометр та інші стрілкові прилади що відповідають за покази. Клавіші легко читаються і мають індивідуальну під світку, над водійським кріслом є додатковий вентилятор, на правій частині приладової панелі є керування LCD-телевізорами, радіо, кондиціонер і обігрівач. Серед систем керування є ABS, ASR, ECAS (додаткова опція) і EBS (електропневматична система завдяки якій кожне колесо гальмує окремо), є також лампочка попередження для зниження швидкості, коли постійна швидкість руху переходить позначку 103 км/год. Автобус має шестициліндровий рядний двигун Mercedes-Benz OM 457 LA, або восьмициліндровий V - подібний двигун Mercedes-Benz OM 502 LA потужністю 310 - 350 кіловат разом з потужним глушником, завдяки яким звукоізоляція у салоні є максимальною.
Переваги моделі Mercedes Travego:
- новітній сучасний дизайн
- 2-3 гальмівні системи разом з ECAS
- підвищений комфорт перевезення
- зручні пасажирські і водійське крісла, що мають можливості зсуватися і розкладатися.
- підвіска, що нівелює дефекти дорожнього покриття і робить велику швидкість невідчутною
- зручності, такі як кавоварка, туалет і електрочайник
- система сигналізації SPA (додаткова опція)

## Модифікації
Перше покоління
У 1999 році O580 Travego 1-го покоління з повністю новим дизайном екстер'єру змінив O404 у сегменті флагманських туристичних автобусів класу люкс. Багато компонентів схожі з Setra 400 TopClass Series. У продажу були доступні три довжини: O580-15 RHD з 2 осями на 12,2 м, O580-16 RHD з 3 осями на 13 м і O580-17 RHD на 14 м. 12-метрова версія також була доступна як O580-15 RH із заниженою підлогою. Технічні новинки включають: повністю нове сидіння водія з джойстиком для перемикання передач замість традиційного важеля перемикання передач. Через рік після появи Travego отримав нові допоміжні системи, такі як адаптивний круїз-контроль (ART), система допомоги при виведенні смуги руху (SPA), безперервний обмежувач гальм (DBL) і електронна програма стабілізації (ESP), які були доступні в стандартній комплектації або як додаткове обладнання.
- Mercedes Benz Travego O580-15 RH — базова модель, 12-метровий двохосний автобус, 44-51 місць (існує тільки в першому покоління).
- Mercedes Benz Travego O580-15 RHD — 12,18-метровий тривісний автобус, 49-51 місць
- Mercedes Benz Travego O580-17 RHD —14-метровий тривісний автобус підвищеної місткості, 52-57 місць

Друге покоління
- Mercedes Benz Travego O580-15 SHD — 12,18-метровий двовісний автобус для турецького ринку, 47 місць
- Mercedes Benz Travego O580-15 RHD — 12,18-метровий тривісний автобус, 49-51 місць
- Mercedes Benz Travego M O580-16 RHD  — 13-метровий тривісний автобус, 48-53 місць
- Mercedes Benz Travego O580-15 SHD — 14,03-метровий двовісний автобус для турецького ринку, 55 місць
- Mercedes Benz Travego L O580-17 RHD — 14,03-метровий тривісний автобус підвищеної місткості, 52-57 місць

Третє покоління
Третє покоління Travego було випущено в 2017 році. На відміну від попередніх поколінь, воно доступне лише в Туреччині, де виробляється ця модель. В інших місцях Travego було замінено третім поколінням Mercedes-Benz Tourismo.

## Технічні характеристики

### Mercedes Benz Travego 15 RH, 15 RHD (базовий)
| Довжина, мм                                                    | 12140                                               |
| Ширина по модлінгу, мм                                         | 2550                                                |
| Висота по даху без урахування клімат-контрольної установки, мм | 3710                                                |
| Колісна база, мм (двохосний)                                   | 6080                                                |
| Осей, штуки                                                    | 2                                                   |
| Колісна формула                                                | 4*2                                                 |
| Передній звис, мм                                              | 2760                                                |
| Задній звис, мм                                                | 3300                                                |
| Мінімальний діаметр повороту, мм                               | 20980                                               |
| Кут переднього звису, градуси                                  | 7.65                                                |
| Кут заднього звису, градуси                                    | 6.9                                                 |
| Шини                                                           | 295/80 R 22.5                                       |
| Оббивка кузова                                                 | металопластик                                       |
| Споряджена маса, кг                                            | 12850                                               |
| Повна маса, кг                                                 | 18000                                               |
| Двері                                                          | 1-1-0, травмобезпечні                               |
| Висота вхідних дверей (передні)                                | 2070                                                |
| Висота вхідних дверей (середні)                                | 1840                                                |
| Ширина вхідних дверей, мм                                      | 900                                                 |
| Висота салону, см                                              | 185-201 (уздовж салону)                             |
| Дорожній просвіт уздовж габаритів, мм                          | 325-350                                             |
| Об’єм багажного відсіку, м³                                    | 9.6                                                 |
| Модель мостів                                                  | Mercedes-Benz HO 6                                  |
| Підвіска                                                       | незалежна пневматична оснащена системою кнілінгу    |
| Гальмівні системи                                              | Voith, ECAS                                         |
| Інші системи                                                   | ABS, ASR, EBS, SPA                                  |
| Навантаження на передній міст, кг                              | 7100                                                |
| Навантаження на задній міст, кг                                | 11500                                               |
| Пасажиромісткість, чол                                         | 40-49 (залежно від ступеню комфорту)                |
| Двигун                                                         | Mercedes-Benz OM 457 LA або Mercedes-Benz OM 502 LA |
| Потужність двигуна, кіловат                                    | 315 (ОМ 457), 350 (ОМ 502)                          |
| Система вихлопів, тип                                          | BlueTec®                                            |
| Компенсація вихлопів, система                                  | Euro 4                                              |
| Робочий об’єм, літри                                           | 11,967 (ОМ 457)                                     |
| Рульове керування                                              | ZF Servocom 8098                                    |
| Трансмісія                                                     | 6-ступінчата, тип Mercedes-Benz GO 210              |
| Вентиляція                                                     | через люки, індивідуальна, вентилятори              |
| Опалення                                                       | через пічку і спеціальний вентилятор                |
| Потужність вентиляції, кіловат                                 | 32                                                  |
| Потужність опалення, кіловат                                   | 38                                                  |
| Максимальний обертальний момент, Нм                            | 2100                                                |
| Гальмівний шлях з 60 км/год, метри                             | 16.960                                              |
| Максимальна постійна швидкість руху, км/год                    | 103 обмежена електронікою                           |
| Розгін 0-100 км/год за, сек                                    | 47                                                  |
| Об’єм паливного бака, літри                                    | 475                                                 |

### Mercedes Benz Travego M 16
| Довжина, мм                                                    | 12960                                                                   |
| Ширина по модлінгу, мм                                         | 2550                                                                    |
| Висота по даху без урахування клімат-контрольної установки, мм | 3710                                                                    |
| Колісна база, мм (двохосний)                                   | 6080                                                                    |
| Колісна база, мм (між другою і третьою віссю)                  | 1810                                                                    |
| Модель 3 мосту                                                 | ZF RAS                                                                  |
| Осей, штуки                                                    | 3                                                                       |
| Колісна формула                                                | 6*2                                                                     |
| Передній звис, мм                                              | 2760                                                                    |
| Задній звис, мм                                                | 2770                                                                    |
| Мінімальний діаметр повороту, мм                               | 21190                                                                   |
| Кут переднього звису, градуси                                  | 7.65                                                                    |
| Кут заднього звису, градуси                                    | 8.3                                                                     |
| Шини                                                           | 295/80 R 22.5                                                           |
| Оббивка кузова                                                 | металопластик                                                           |
| Споряджена маса, кг                                            | 13400                                                                   |
| Повна маса, кг                                                 | 24000                                                                   |
| Двері                                                          | 1-1-0, травмобезпечні                                                   |
| Висота вхідних дверей (передні)                                | 2070                                                                    |
| Висота вхідних дверей (середні)                                | 1840                                                                    |
| Ширина вхідних дверей, мм                                      | 900                                                                     |
| Висота салону, см                                              | 185-201 (уздовж салону)                                                 |
| Дорожній просвіт уздовж габаритів, мм                          | 325-350                                                                 |
| Об’єм багажного відсіку, м³                                    | 9.6                                                                     |
| Модель мостів                                                  | Mercedes-Benz HO 6                                                      |
| Підвіска                                                       | незалежна пневматична оснащена системою кнілінгу                        |
| Гальмівні системи                                              | Voith, ECAS                                                             |
| Інші системи                                                   | ABS, ASR, EBS, SPA                                                      |
| Навантаження на передній міст, кг                              | 7100                                                                    |
| Навантаження на задній міст, кг                                | 11500                                                                   |
| Навантаження на додатковий міст, кг                            | 5750                                                                    |
| Пасажиромісткість, чол                                         | 44-53 (залежно від ступеню комфорту)                                    |
| Двигун                                                         | Mercedes-Benz OM 457 LA або Mercedes-Benz OM 502 LA                     |
| Потужність двигуна, кіловат                                    | 315 (ОМ 457), 350 (ОМ 502)                                              |
| Система вихлопів, тип                                          | BlueTec®                                                                |
| Компенсація вихлопів, система                                  | Euro 3, 4, 5                                                            |
| Робочий об’єм, літри                                           | 15,930 (ОМ 502), 11,967 (ОМ 457)                                        |
| Рульове керування                                              | ZF Servocom 8098                                                        |
| Трансмісія                                                     | 6-ступінчата, тип Mercedes-Benz GO 210 або 8-ступінчата MB GO 240-8 MPS |
| Вентиляція                                                     | через люки, індивідуальна, вентилятори                                  |
| Опалення                                                       | через пічку і спеціальний вентилятор                                    |
| Потужність вентиляції, кіловат                                 | 35                                                                      |
| Потужність опалення, кіловат                                   | 38                                                                      |
| Максимальний обертальний момент, Нм                            | 2100                                                                    |
| Гальмівний шлях з 60 км/год, метри                             | 17.160                                                                  |
| Максимальна постійна швидкість руху, км/год                    | 103 обмежена електронікою                                               |
| Розгін 0-100 км/год за, сек                                    | 51                                                                      |
| Об’єм паливного бака, літри                                    | 475                                                                     |

### Mercedes Benz Travego L 17
| Довжина, мм                                                    | 13990                                                                   |
| Ширина по модлінгу, мм                                         | 2550                                                                    |
| Висота по даху без урахування клімат-контрольної установки, мм | 3710                                                                    |
| Колісна база, мм (двохосний)                                   | 7110                                                                    |
| Колісна база, мм (між другою і третьою віссю)                  | 1810                                                                    |
| Модель 3 мосту                                                 | ZF RAS                                                                  |
| Осей, штуки                                                    | 3                                                                       |
| Колісна формула                                                | 6*2                                                                     |
| Передній звис, мм                                              | 2760                                                                    |
| Задній звис, мм                                                | 2770                                                                    |
| Мінімальний діаметр повороту, мм                               | 21190                                                                   |
| Кут переднього звису, градуси                                  | 7.65                                                                    |
| Кут заднього звису, градуси                                    | 8.3                                                                     |
| Шини                                                           | 295/80 R 22.5                                                           |
| Оббивка кузова                                                 | металопластик                                                           |
| Споряджена маса, кг                                            | 13770                                                                   |
| Повна маса, кг                                                 | 24000                                                                   |
| Двері                                                          | 1-1-0, травмобезпечні                                                   |
| Висота вхідних дверей (передні)                                | 2070                                                                    |
| Висота вхідних дверей (середні)                                | 1840                                                                    |
| Ширина вхідних дверей, мм                                      | 900                                                                     |
| Висота салону, см                                              | 185-201 (уздовж салону)                                                 |
| Дорожній просвіт уздовж габаритів, мм                          | 325-350                                                                 |
| Об’єм багажного відсіку, м³                                    | 9.6                                                                     |
| Модель мостів                                                  | Mercedes-Benz HO 6                                                      |
| Підвіска                                                       | незалежна пневматична оснащена системою кнілінгу                        |
| Гальмівні системи                                              | Voith, ECAS                                                             |
| Інші системи                                                   | ABS, ASR, EBS, SPA                                                      |
| Навантаження на передній міст, кг                              | 7100                                                                    |
| Навантаження на задній міст, кг                                | 11500                                                                   |
| Навантаження на додатковий міст, кг                            | 5750                                                                    |
| Пасажиромісткість, чол                                         | 48-57 (залежно від ступеню комфорту)                                    |
| Двигун                                                         | Mercedes-Benz OM 457 LA або Mercedes-Benz OM 502 LA                     |
| Потужність двигуна, кіловат                                    | 315 (ОМ 457), 350 (ОМ 502)                                              |
| Система вихлопів, тип                                          | BlueTec®                                                                |
| Компенсація вихлопів, система                                  | Euro 3, 4, 5                                                            |
| Робочий об’єм, літри                                           | 11,967 (ОМ 457)                                                         |
| Рульове керування                                              | ZF Servocom 8098                                                        |
| Трансмісія                                                     | 6-ступінчата, тип Mercedes-Benz GO 210 або 8-ступінчата MB GO 240-8 MPS |
| Вентиляція                                                     | через люки, індивідуальна, вентилятори                                  |
| Опалення                                                       | через пічку і спеціальний вентилятор                                    |
| Потужність вентиляції, кіловат                                 | 35                                                                      |
| Потужність опалення, кіловат                                   | 38                                                                      |
| Максимальний обертальний момент, Нм                            | 2100                                                                    |
| Гальмівний шлях з 60 км/год, метри                             | 19.630                                                                  |
| Максимальна постійна швидкість руху, км/год                    | 103 обмежена електронікою                                               |
| Розгін 0-100 км/год за, сек                                    | 48                                                                      |
| Об’єм паливного бака, літри                                    | 475                                                                     |

## Цікаві факти
- З 2002 року виробляються колекційні, точно відтворені міні-моделі Mercedes Travego зі зменшенням 1:30 (розміром 35*10*15 сантиметрів), з максимальною уніфікацією зменшеного до справжнього автобуса. В Україні теж продаються, у колекційних магазинах.
- Футбольний клуб Динамо (Київ) має у своєму розпорядженні М-17 з 2003 року.
- Футбольний клуб Шахтар (Донецьк) закупив кілька 13-метрових автобусів Mercedes Travego.